# يو إف سي على فوكس: جونسون ضد بدر
يو إف سي على فوكس: جونسون ضد بدر (بالإنجليزية: UFC on Fox: Johnson vs. Bader)‏ هو حدث لفنون القتال المختلطة نظمته يو إف سي، أُقيم في 30 يناير 2016، على مركز الحصافة في نيوآرك، نيو جيرسي، الولايات المتحدة.